# Herreys

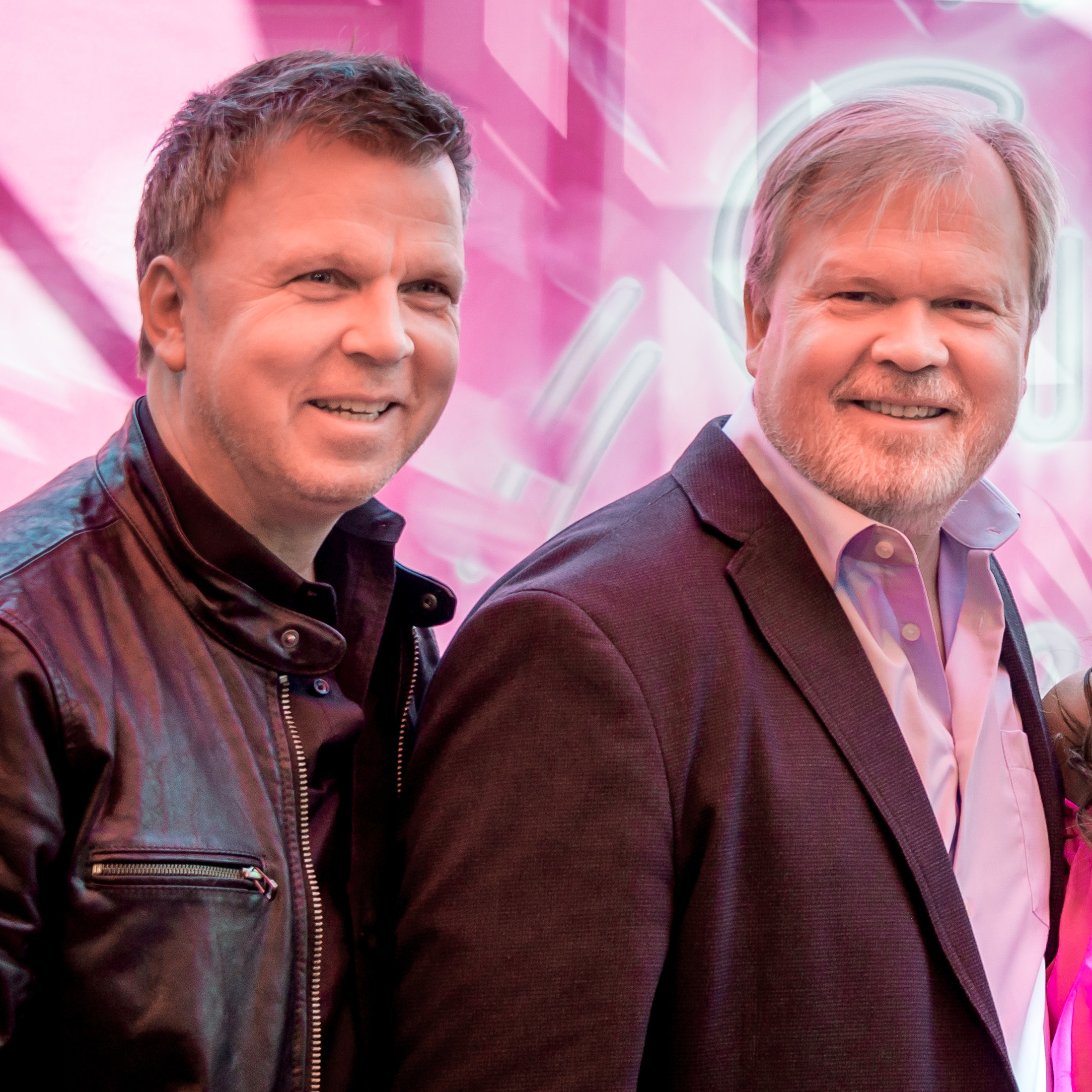
Richard & Per 2016

Herreys était un groupe de musique pop constitué de trois frères mormons : Richard, Louis et Per Herrey.
Ils ont gagné le Concours Eurovision de la chanson 1984 avec le titre Diggi Loo, Diggi Ley pour la Suède, dix ans après ABBA. Après leur victoire, ils ont sorti des disques et fait des tournées pendant deux ans mais le succès n'a pas perduré et le groupe s'est séparé. Les trois frères se sont réunis ponctuellement pour chanter Diggi-Loo Diggi-Ley pour la demi-finale de la sélection suédoise de l'Eurovision.
Un an après avoir triomphé à l’Eurovision, ils remportent le concours du festival de Sopot 1985 avec la chanson Summer Party.
Richard a participé au programme Congratulations organisé pour les 50 ans de l'Eurovision à Copenhague, au Danemark en octobre 2005. En février 2006 il a sorti son premier album solo 'Jag e Kung'.

## Discographie
Albums
- Crazy People
- Not Funny
- Different I's
- Live in Tivoli
- Där vindarna möts
- Herreys Story
- Gyllene Hits (2002)

Singles
- You / I see the love
- Kall som is / Mirror mirror
- Diggi-loo diggi-ley (version suédoise) / Mitt hjärta slår samma slag
- Diggi-Loo Diggi-Ley (version anglaise) / (version suédoise)
- People say it's in the air / I'm so sorry
- Varje liten droppe regn (EP)
- People from Ibiza / Sommarparty
- Din telefon / Why Why
- Chinese Temptation / Sweet love
- Freedom / Little pretty girl
- Min ensamma vrå / Livet i dig
- Öppna dina ögon / Hanna
- Här vill jag leva / Hon ger dig allt